# Royal Medal

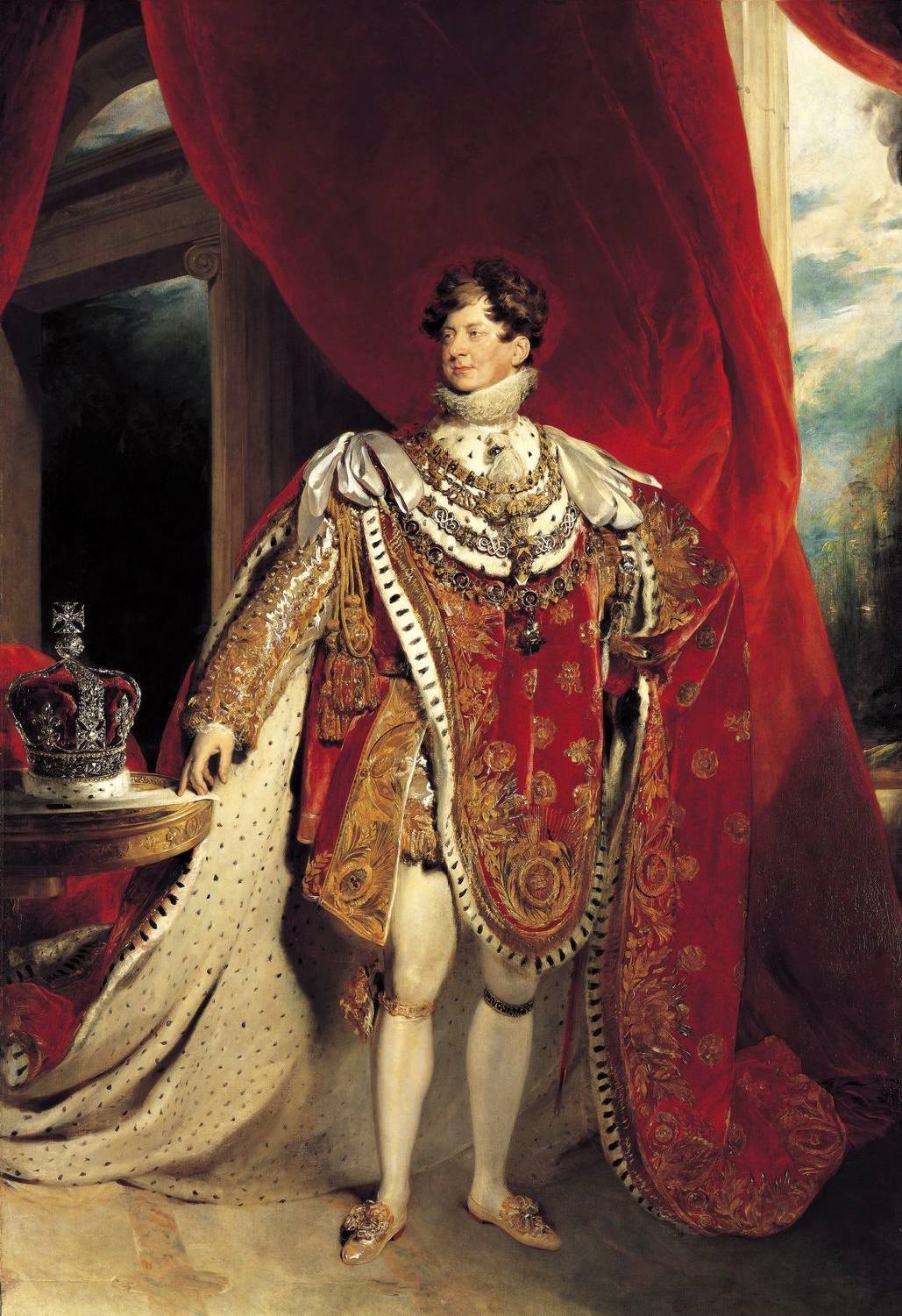
Król Jerzy IV Hanowerski (1821)

Medal Królewski (ang. Royal Medal, The Queen’s Medal) – jedna z nagród naukowych przyznawanych dorocznie przez Towarzystwo Królewskie w Londynie (ang. Royal Society of London). W latach 60. XX w. zaczęto w każdej edycji przyznawać trzy medale: dwa za „najważniejszy wkład w rozwój nauk przyrodniczych” oraz jeden za „wybitny wkład w naukach stosowanych”.

## Reguły i zwyczaje przyznawania
Medal wraz z nagrodą 5 000 funtów może być przyznana obywatelom Wspólnoty Narodów, Republiki Irlandii, a także dla wszystkich, którzy od co najmniej trzech lat poprzedzających bezpośrednio nominację do nagrody, mieszkali na stałe i prowadzili swą prace na terenie Wspólnoty lub Irlandii.
Nagroda została ustanowiona przez Jerzego IV w 1825 i po raz pierwszy przyznana w 1826 roku. Początkowo były przyznawane dwa medale za odkrycia w ciągu ostatniego roku, okres ten został wydłużony do okresu pięciu lat, a następnie skrócony do trzech. W 1837 roku wprowadzona zmianę, pozwalającą przyznać nagrodę z matematyki, choć nie częściej niż co trzy lata. Zmiany w 1850 roku wprowadzały okres nie dłuższy niż 10 lat, a nie krótszy niż rok. Od 1965 roku obowiązuje forma, w której corocznie przyznawane są trzy medale przez monarchę za rekomendacją rady Towarzystwa Królewskiego. Niekiedy jeden medal otrzymywały dwie osoby (lata 1867, 2017 i 2018).
Zdarzało się wielokrotne przyznanie Medalu tej samej osobie. Dwukrotnie otrzymali go:
- James Ivory (1826 i 1839),
- Michael Faraday (1835 i 1846),
- Thomas Graham (1838 i 1850),
- Charles Wheatstone (1840 i 1843).

John Herschel otrzymał medal trzykrotnie (1833, 1836 i 1840).
Do 2021 roku nagrodzono setki osób, w tym kilka kobiet.

## Royal Medal a inne nagrody

### Nagroda Nobla
Wśród nagrodzonych zdarzały się dziesiątki noblistów; poniżej lista takich przypadków podzielona według dziedziny noblowskiej.
Fizyka
- 1882: John W. Strutt (Lord Rayleigh; nobel 1904),
- 1894: Joseph John Thomson (nobel 1906),
- 1922: Charles T.R. Wilson (nobel 1927),
- 1930: Owen Willans Richardson (nobel 1928),
- 1939: Paul Dirac (nobel 1933),
- 1940: Patrick M.S. Blackett (nobel 1948),
- 1946: Lawrence Bragg (nobel 1915),
- 1949: George Paget Thomson (nobel 1937),
- 1950: Edward Appleton (nobel 1947),
- 1954: John Cockcroft (nobel 1951),
- 1961: Cecil Frank Powell (nobel 1950),
- 1962: Subrahmanyan Chandrasekhar
(nobel 1983),
- 1973: Martin Ryle (nobel 1974),
- 1978: Abdus Salam (nobel 1979),
- 1985: Roger Penrose (nobel 2020),

Chemia
- 1976: John Warcup Cornforth (nobel 1975),
- 1938: Francis William Aston (nobel 1922),
- 1956: Dorothy Crowfoot Hodgkin (nobel 1964),
- 1965: John Cowdery Kendrew (nobel 1962),
- 1969: Frederick Sanger (nobel 1958 i 1980),
- 1971: Gerhard Herzberg (nobel 1971),
- 1972: Derek Barton (nobel 1969),
- 1989: John Charles Polanyi (nobel 1986),
- 2007: Tomas Lindahl (nobel 2015),

Medycyna z fizjologią
- 1954: Hans Adolf Krebs (nobel 1953),
- 1959: Peter Brian Medawar (nobel 1960),
- 1962: John Carew Eccles (nobel 1963),
- 1972: Francis Crick (nobel 1962),
- 1982: César Milstein (nobel 1984),
- 1989: John Vane (nobel 1982),
- 1995: Paul Nurse (nobel 2001),
- 2004: James W. Black (nobel 1988),
- 2006: Tim Hunt (nobel 2001),
- 2015: Elizabeth Blackburn (nobel 2009).

Powyżsi uczeni otrzymywali Nagrodę Nobla zarówno przed, jak i po Medalu Królewskim. Frederick Sanger to unikalny przypadek przynależności do obu grup, jako podwójny noblista.

### Nagrody matematyczne
Medal Królewski jest też przyznawany za badania w dziedzinach nieobjętych Nagrodą Nobla, np. w matematyce. Niektórzy medaliści królewscy otrzymywali też najwyższe odznaczenia matematyczne jak Nagroda Abela, starszy Medal Fieldsa czy jeszcze starszy Medal Sylvestera, np.:

- 1900: Percy Alexander MacMahon (Medal Sylvestera 1919),
- 1920: Godfrey Harold Hardy (Medal Sylvestera 1940),
- 1929: John Edensor Littlewood (Medal Sylvestera 1943),
- 1968: Michael Atiyah (Medal Fieldsa 1966 i Nagroda Abela 2004),
- 1992: Simon Donaldson (Medal Fieldsa 1986),
- 1996: Andrew Wiles (Nagroda Abela 2016),
- 2014: Terence Tao (Medal Fieldsa 2006).

Jak widać, do 2021 roku Medal Królewski był przyznawany wyłącznie przed Nagrodą Abela, po Medalu Fieldsa i przed Medalem Sylvestera.

## Laureaci
| Tabela laureatów Royal Medal | Tabela laureatów Royal Medal             | Tabela laureatów Royal Medal | Tabela laureatów Royal Medal |
| Rok                          | Nazwisko                                 | Dziedzina                    | liczba nagrodzonych          |
| ---------------------------- | ---------------------------------------- | ---------------------------- | ---------------------------- |
| 1826                         | James Ivory                              | matematyka                   | 2                            |
| 1826                         | John Dalton                              | fizyka                       | 2                            |
| 1827                         | Friedrich Georg Wilhelm Struve           | astronomia                   | 2                            |
| 1827                         | Humphry Davy                             | fizyka                       | 2                            |
| 1828                         | Johann Franz Encke                       | astronomia                   | 2                            |
| 1828                         | William Hyde Wollaston                   | chemia                       | 2                            |
| 1829                         | Charles Bell                             | anatomia                     | 2                            |
| 1829                         | Eilhard Mitscherlich                     | chemia                       | 2                            |
| 1830                         | Antoine Jérôme Balard                    | chemia                       | 2                            |
| 1830                         | David Brewster                           | fizyka                       | 2                            |
| 1831                         | Nie przyznano                            | Nie przyznano                | 0                            |
| 1832                         | Nie przyznano                            | Nie przyznano                | 0                            |
| 1833                         | Augustin Pyramus de Candolle             | botanika                     | 2                            |
| 1833                         | John Herschel                            | astronomia                   | 2                            |
| 1834                         | Charles Lyell                            | geologia                     | 2                            |
| 1834                         | John William Lubbock                     | fizyka                       | 2                            |
| 1835                         | Michael Faraday                          | chemia                       | 2                            |
| 1835                         | William Rowan Hamilton                   | fizyka                       | 2                            |
| 1836                         | George Newport                           | anatomia                     | 2                            |
| 1836                         | John Herschel                            | astronomia                   | 2                            |
| 1837                         | William Whewell                          | fizyka                       | 1                            |
| 1838                         | William Fox Talbot                       | matematyka                   | 2                            |
| 1838                         | Thomas Graham                            | chemia                       | 2                            |
| 1839                         | James Ivory                              | matematyka                   | 2                            |
| 1839                         | Martin Barry                             | embriologia                  | 2                            |
| 1840                         | Charles Wheatstone                       | fizjologia                   | 2                            |
| 1840                         | John Herschel                            | astronomia                   | 2                            |
| 1841                         | Eaton Hodgkinson                         | inżynieria                   | 2                            |
| 1841                         | Robert Kane                              | chemia                       | 2                            |
| 1842                         | John Frederic Daniell                    | chemia                       | 2                            |
| 1842                         | William Bowman                           | anatomia                     | 2                            |
| 1843                         | Charles Wheatstone                       | fizyka                       | 2                            |
| 1843                         | James David Forbes                       | fizyka                       | 2                            |
| 1844                         | George Boole                             | matematyka                   | 2                            |
| 1844                         | Thomas Andrews                           | chemia                       | 2                            |
| 1845                         | George Biddell Airy                      | astronomia                   | 2                            |
| 1845                         | Thomas Snow Beck                         | medycyna                     | 2                            |
| 1846                         | Michael Faraday                          | fizyka                       | 2                            |
| 1846                         | Richard Owen                             | biologia                     | 2                            |
| 1847                         | George Fownes                            | chemia                       | 2                            |
| 1847                         | William Robert Grove                     | fizyka                       | 2                            |
| 1848                         | Charles James Hargreave                  | matematyka                   | 2                            |
| 1848                         | Thomas Galloway                          | matematyka                   | 2                            |
| 1849                         | Edward Sabine                            | astronomia                   | 2                            |
| 1849                         | Gideon Mantell                           | geologia                     | 2                            |
| 1850                         | Benjamin Brodie                          | chemia                       | 2                            |
| 1850                         | Thomas Graham                            | chemia                       | 2                            |
| 1851                         | William Parsons                          | astronomia                   | 2                            |
| 1851                         | George Newport                           | entomologia                  | 2                            |
| 1852                         | James Joule                              | fizyka                       | 2                            |
| 1852                         | Thomas Henry Huxley                      | biologia                     | 2                            |
| 1853                         | Charles Darwin                           | historia naturalna           | 2                            |
| 1853                         | John Tyndall                             | fizyka                       | 2                            |
| 1854                         | August Wilhelm von Hofmann               | chemia                       | 2                            |
| 1854                         | Joseph Dalton Hooker                     | botanika                     | 2                            |
| 1855                         | John Obadiah Westwood                    | entomologia                  | 2                            |
| 1855                         | John Russell Hind                        | astronomia                   | 2                            |
| 1856                         | John Richardson                          | historia naturalna           | 2                            |
| 1856                         | William Thomson (Lord Kelvin)            | fizyka                       | 2                            |
| 1857                         | Edward Frankland                         | chemia                       | 2                            |
| 1857                         | John Lindley                             | botanika                     | 2                            |
| 1858                         | Albany Hancock                           | biologia                     | 2                            |
| 1858                         | William Lassell                          | astronomia                   | 2                            |
| 1859                         | Arthur Cayley                            | matematyka                   | 2                            |
| 1859                         | George Bentham                           | botanika                     | 2                            |
| 1860                         | Augustus Volney Waller                   | neurofizjologia              | 2                            |
| 1860                         | William Fairbairn                        | mechanika konstrukcji        | 2                            |
| 1861                         | James Joseph Sylvester                   | matematyka                   | 2                            |
| 1861                         | William Benjamin Carpenter               | fizjologia                   | 2                            |
| 1862                         | Alexander William Williamson             | chemia                       | 2                            |
| 1862                         | John Thomas Romney Robinson              | astronomia                   | 2                            |
| 1863                         | John Peter Gassiot                       | fizyka                       | 2                            |
| 1863                         | Miles Berkeley                           | botanika                     | 2                            |
| 1864                         | Jacob Lockhart Clarke                    | anatomia                     | 2                            |
| 1864                         | Warren De La Rue                         | astronomia                   | 2                            |
| 1865                         | Archibald Smith                          | matematyka                   | 2                            |
| 1865                         | Joseph Prestwich                         | geologia                     | 2                            |
| 1866                         | William Huggins                          | astronomia                   | 2                            |
| 1866                         | William Kitchen Parker                   | anatomia                     | 2                            |
| 1867                         | John Bennet Lawes i Joseph Henry Gilbert | chemia                       | 3                            |
| 1867                         | William Edmond Logan                     | geologia                     | 3                            |
| 1868                         | Alfred Russel Wallace                    | zoologia                     | 2                            |
| 1868                         | George Salmon                            | matematyka                   | 2                            |
| 1869                         | Augustus Matthiessen                     | chemia                       | 2                            |
| 1869                         | Thomas Maclear                           | astronomia                   | 2                            |
| 1870                         | Thomas Davidson                          | paleontologia                | 2                            |
| 1870                         | William Hallowes Miller                  | mineralogia                  | 2                            |
| 1871                         | George Busk                              | zoologia                     | 2                            |
| 1871                         | John Stenhouse                           | chemia                       | 2                            |
| 1872                         | Henry John Carter                        | zoologia                     | 2                            |
| 1872                         | Thomas Anderson                          | chemia                       | 2                            |
| 1873                         | George James Allman                      | zoologia                     | 2                            |
| 1873                         | Henry Enfield Roscoe                     | chemia                       | 2                            |
| 1874                         | Henry Clifton Sorby                      | geologia                     | 2                            |
| 1874                         | William Crawford Williamson              | paleontologia                | 2                            |
| 1875                         | Thomas Oldham                            | geologia                     | 2                            |
| 1875                         | William Crookes                          | chemia                       | 2                            |
| 1876                         | Charles Wyville Thomson                  | zoologia                     | 2                            |
| 1876                         | William Froude                           | dynamika płynów              | 2                            |
| 1877                         | Frederick Abel                           | chemia                       | 2                            |
| 1877                         | Oswald Heer                              | historia naturalna           | 2                            |
| 1878                         | Albert Gunther                           | zoologia                     | 2                            |
| 1878                         | John Allan Broun                         | meteorologia                 | 2                            |
| 1879                         | Andrew Crombie Ramsay                    | geologia                     | 2                            |
| 1879                         | William Henry Perkin                     | chemia                       | 2                            |
| 1880                         | Andrew Noble                             | fizyka                       | 2                            |
| 1880                         | Joseph Lister                            | chirurgia                    | 2                            |
| 1881                         | John Hewitt Jellett                      | matematyka                   | 2                            |
| 1881                         | Francis Maitland Balfour                 | biologia                     | 2                            |
| 1882                         | John William Strutt (Lord Rayleigh)      | fizyka                       | 2                            |
| 1882                         | William Henry Flower                     | biologia                     | 2                            |
| 1883                         | Thomas Archer Hirst                      | matematyka                   | 2                            |
| 1883                         | John Scott Burdon-Sanderson              | fizjologia                   | 2                            |
| 1884                         | George Darwin                            | matematyka                   | 2                            |
| 1884                         | Daniel Oliver                            | botanika                     | 2                            |
| 1885                         | David Edward Hughes                      | elektrotechnika              | 2                            |
| 1885                         | Ray Lankester                            | zoologia                     | 2                            |
| 1886                         | Peter Tait                               | fizyka                       | 2                            |
| 1886                         | Francis Galton                           | biologia                     | 2                            |
| 1887                         | Alexander Ross Clarke                    | geodezja                     | 2                            |
| 1887                         | Henry Nottidge Moseley                   | historia naturalna           | 2                            |
| 1888                         | Osborne Reynolds                         | fizyka                       | 2                            |
| 1888                         | Ferdinand von Mueller                    | geografia                    | 2                            |
| 1889                         | Thomas Edward Thorpe                     | chemia                       | 2                            |
| 1889                         | Walter Holbrook Gaskell                  | fizjologia                   | 2                            |
| 1890                         | John Hopkinson                           | fizyka                       | 2                            |
| 1890                         | David Ferrier                            | neurologia                   | 2                            |
| 1891                         | Arthur William Rucker                    | fizyka                       | 2                            |
| 1891                         | Charles Lapworth                         | geologia                     | 2                            |
| 1892                         | Charles Pritchard                        | astronomia                   | 2                            |
| 1892                         | John Newport Langley                     | fizjologia                   | 2                            |
| 1893                         | Harry Marshall Ward                      | botanika                     | 2                            |
| 1893                         | Arthur Schuster                          | botanika                     | 2                            |
| 1894                         | Joseph John Thomson                      | fizyka                       | 2                            |
| 1894                         | Victor Horsley                           | fizjologia                   | 2                            |
| 1895                         | John Murray                              | oceanografia                 | 2                            |
| 1895                         | James Alfred Ewing                       | fizyka                       | 2                            |
| 1896                         | Archibald Geikie                         | geologia                     | 2                            |
| 1896                         | Charles Vernon Boys                      | fizyka                       | 2                            |
| 1897                         | Richard Strachey                         | geologia                     | 2                            |
| 1897                         | Andrew Forsyth                           | matematyka                   | 2                            |
| 1898                         | John Kerr                                | fizyka                       | 2                            |
| 1898                         | Walter Gardiner                          | botanika                     | 2                            |
| 1899                         | William Carmichael McIntosh              | biologia morza               | 2                            |
| 1899                         | George Francis Fitzgerald                | fizyka                       | 2                            |
| 1900                         | Alfred Newton                            | ornitologia                  | 2                            |
| 1900                         | Percy Alexander MacMahon                 | matematyka                   | 2                            |
| 1901                         | William Edward Ayrton                    | elektrotechnika              | 2                            |
| 1901                         | William Thomas Blanford                  | geologia                     | 2                            |
| 1902                         | Edward Albert Schafer                    | neurologia                   | 2                            |
| 1902                         | Horace Lamb                              | matematyka stosowana         | 2                            |
| 1903                         | David Gill                               | astronomia                   | 2                            |
| 1903                         | Horace Tabberer Brown                    | chemia                       | 2                            |
| 1904                         | David Bruce                              | mikrobiologia                | 2                            |
| 1904                         | William Burnside                         | matematyka                   | 2                            |
| 1905                         | Charles Sherrington                      | neurofizjologia              | 2                            |
| 1905                         | John Henry Poynting                      | fizyka                       | 2                            |
| 1906                         | Alfred George Greenhill                  | matematyka                   | 2                            |
| 1906                         | Dukinfield Henry Scott                   | botanika                     | 2                            |
| 1907                         | Ernest William Hobson                    | matematyka                   | 2                            |
| 1907                         | Ramsay Heatley Traquair                  | historia naturalna           | 2                            |
| 1908                         | Henry Head                               | neurologia                   | 2                            |
| 1908                         | John Milne                               | geologia                     | 2                            |
| 1909                         | Augustus Love                            | matematyka                   | 2                            |
| 1909                         | Ronald Ross                              | medycyna                     | 2                            |
| 1910                         | Frederick Orpen Bower                    | botanika                     | 2                            |
| 1910                         | John Joly                                | geologia                     | 2                            |
| 1911                         | George Chrystal                          | matematyka                   | 2                            |
| 1911                         | William Maddock Bayliss                  | fizjologia                   | 2                            |
| 1912                         | Grafton Elliot Smith                     | anatomia                     | 2                            |
| 1912                         | William Mitchinson Hicks                 | fizyka                       | 2                            |
| 1913                         | Ernest Henry Starling                    | fizjologia                   | 2                            |
| 1913                         | Harold Baily Dixon                       | chemia                       | 2                            |
| 1914                         | Ernest William Brown                     | astronomia                   | 2                            |
| 1914                         | William Johnson Sollas                   | geologia                     | 2                            |
| 1915                         | Joseph Larmor                            | matematyka                   | 2                            |
| 1915                         | William Halse Rivers                     | entomologia                  | 2                            |
| 1916                         | Hector Munro Macdonald                   | matematyka                   | 2                            |
| 1916                         | John Scott Haldane                       | fizjologia                   | 2                            |
| 1917                         | Arthur Smith Woodward                    | paleontologia                | 2                            |
| 1917                         | John Aitken                              | meteorologia                 | 2                            |
| 1918                         | Alfred Fowler                            | astronomia                   | 2                            |
| 1918                         | Frederick Hopkins                        | biochemia                    | 2                            |
| 1919                         | James Hopwood Jeans                      | matematyka                   | 2                            |
| 1919                         | John Bretland Farmer                     | botanika                     | 2                            |
| 1920                         | Godfrey Harold Hardy                     | matematyka                   | 2                            |
| 1920                         | William Bateson                          | genetyka                     | 2                            |
| 1921                         | Frank Watson Dyson                       | astronomia                   | 2                            |
| 1921                         | Frederick Blackman                       | botanika                     | 2                            |
| 1922                         | Charles Thomson Rees Wilson              | meteorologia                 | 2                            |
| 1922                         | Joseph Barcroft                          | fizjologia                   | 2                            |
| 1923                         | Charles James Martin                     | fizjologia                   | 2                            |
| 1923                         | William Napier Shaw                      | meteorologia                 | 2                            |
| 1924                         | Dugald Clerk                             | inżynieria                   | 2                            |
| 1924                         | Henry Hallett Dale                       | farmakologia                 | 2                            |
| 1925                         | Albert Charles Seward                    | botanika                     | 2                            |
| 1925                         | William Henry Perkin Jr.                 | chemia organiczna            | 2                            |
| 1926                         | Archibald Vivian Hill                    | fizjologia                   | 2                            |
| 1926                         | William Bate Hardy                       | biochemia                    | 2                            |
| 1927                         | John Cunningham McLennan                 | fizyka                       | 2                            |
| 1927                         | Thomas Lewis                             | kardiologia                  | 2                            |
| 1928                         | Arthur Stanley Eddington                 | astrofizyka                  | 2                            |
| 1928                         | Robert Broom                             | paleontologia                | 2                            |
| 1929                         | John Edensor Littlewood                  | matematyka                   | 2                            |
| 1929                         | Robert Muir                              | patologia                    | 2                            |
| 1930                         | John Edward Marr                         | geologia                     | 2                            |
| 1930                         | Owen Willans Richardson                  | fizyka                       | 2                            |
| 1931                         | Richard Glazebrook                       | fizyka                       | 2                            |
| 1931                         | William Henry Lang                       | botanika                     | 2                            |
| 1932                         | Edward Mellanby                          | farmakologia                 | 2                            |
| 1932                         | Robert Robinson                          | chemia                       | 2                            |
| 1933                         | Geoffrey Ingram Taylor                   | fizyka                       | 2                            |
| 1933                         | Patrick Playfair Laidlaw                 | wirusologia                  | 2                            |
| 1934                         | Edgar Douglas Adrian                     | elektrofizjologia            | 2                            |
| 1934                         | Sydney Chapman                           | geofizyka                    | 2                            |
| 1935                         | Alfred Harker                            | petrologia                   | 2                            |
| 1935                         | Charles Galton Darwin                    | fizyka                       | 2                            |
| 1936                         | Edwin Stephen Goodrich                   | zoologia                     | 2                            |
| 1936                         | Ralph Howard Fowler                      | fizyka                       | 2                            |
| 1937                         | Arthur Henry Reginald Buller             | biologia                     | 2                            |
| 1937                         | Nevil Vincent Sidgwick                   | chemia                       | 2                            |
| 1938                         | Francis William Aston                    | fizyka                       | 2                            |
| 1938                         | Ronald Aylmer Fisher                     | statystyka                   | 2                            |
| 1939                         | David Keilin                             | entomologia                  | 2                            |
| 1939                         | Paul Dirac                               | fizyka                       | 2                            |
| 1940                         | Francis Hugh Adam Marshall               | fizjologia                   | 2                            |
| 1940                         | Patrick Maynard Stuart Blackett          | fizyka                       | 2                            |
| 1941                         | Ernest Kennaway                          | patologia                    | 2                            |
| 1941                         | Edward Arthur Milne                      | astrofizyka                  | 2                            |
| 1942                         | William Whiteman Carlton Topley          | bakteriologia                | 2                            |
| 1942                         | Walter Norman Haworth                    | chemia                       | 2                            |
| 1943                         | Edward Battersby Bailey                  | geologia                     | 2                            |
| 1943                         | Harold Spencer Jones                     | astronomia                   | 2                            |
| 1944                         | Charles Robert Harington                 | chemia                       | 2                            |
| 1944                         | David Brunt                              | meteorologia                 | 2                            |
| 1945                         | Edward James Salisbury                   | botanika                     | 2                            |
| 1945                         | John Desmond Bernal                      | krystalografia               | 2                            |
| 1946                         | Cyril Dean Darlington                    | biologia                     | 2                            |
| 1946                         | Lawrence Bragg                           | fizyka                       | 2                            |
| 1947                         | Frank Macfarlane Burnet                  | wirusologia                  | 2                            |
| 1947                         | Cyril Norman Hinshelwood                 | chemia                       | 2                            |
| 1948                         | James Gray                               | zoologia                     | 2                            |
| 1948                         | Harold Jeffreys                          | geofizyka                    | 2                            |
| 1949                         | Rudolph Albert Peters                    | biochemia                    | 2                            |
| 1949                         | George Paget Thomson                     | fizyka                       | 2                            |
| 1950                         | Carl Frederick Abel Pantin               | zoologia                     | 2                            |
| 1950                         | Edward Appleton                          | fizyka                       | 2                            |
| 1951                         | Howard Florey                            | farmakologia                 | 2                            |
| 1951                         | Ian Heilbron                             | chemia                       | 2                            |
| 1952                         | Frederic Bartlett                        | psychologia eksperymentalna  | 2                            |
| 1952                         | Christopher Kelk Ingold                  | chemia                       | 2                            |
| 1953                         | Paul Fildes                              | mikrobiologia                | 2                            |
| 1953                         | Nevill Francis Mott                      | fizyka                       | 2                            |
| 1954                         | Hans Adolf Krebs                         | biochemia                    | 2                            |
| 1954                         | John Cockcroft                           | fizyka                       | 2                            |
| 1955                         | Vincent Wigglesworth                     | entomologia                  | 2                            |
| 1955                         | Alexander Todd                           | biochemia                    | 2                            |
| 1956                         | Owen Thomas Jones                        | geologia                     | 2                            |
| 1956                         | Dorothy Mary Crowfoot Hodgkin            | chemia                       | 2                            |
| 1957                         | Frederick Gugenheim Gregory              | botanika                     | 2                            |
| 1957                         | William Vallance Douglas Hodge           | matematyka                   | 2                            |
| 1958                         | Alan Lloyd Hodgkin                       | fizjologia                   | 2                            |
| 1958                         | Harrie Massey                            | fizyka                       | 2                            |
| 1959                         | Peter Brian Medawar                      | fizjologia                   | 2                            |
| 1959                         | Rudolf Peierls                           | fizyka                       | 2                            |
| 1960                         | Roy Cameron                              | patologia                    | 2                            |
| 1960                         | Bernard Lovell                           | fizyka                       | 2                            |
| 1961                         | Wilfrid Le Gros Clark                    | fizjologia                   | 2                            |
| 1961                         | Cecil Frank Powell                       | fizyka                       | 2                            |
| 1962                         | John Carew Eccles                        | neurofizjologia              | 2                            |
| 1962                         | Subrahmanyan Chandrasekhar               | astrofizyka                  | 2                            |
| 1963                         | Herbert Harold Read                      | geologia                     | 2                            |
| 1963                         | Robert Hill                              | biochemia                    | 2                            |
| 1964                         | Francis Brambell                         | medycyna                     | 2                            |
| 1964                         | Michael James Lighthill                  | aeroakustyka                 | 2                            |
| 1965                         | Henry Charles Husband                    | inżynieria                   | 3                            |
| 1965                         | John Cowdery Kendrew                     | krystalografia               | 3                            |
| 1965                         | Raymond Arthur Lyttleton                 | astronomia                   | 3                            |
| 1966                         | Christopher Cockerell                    | inżynieria                   | 3                            |
| 1966                         | Frank Yates                              | biologia statystyczna        | 3                            |
| 1966                         | John Ashworth Ratcliffe                  | fizyka                       | 3                            |
| 1967                         | Joseph Hutchinson                        | biologia                     | 3                            |
| 1967                         | John Zachary Young                       | neurofizjologia              | 3                            |
| 1967                         | Cecil Edgar Tilley                       | petrologia                   | 3                            |
| 1968                         | Gilbert Roberts                          | inżynieria                   | 3                            |
| 1968                         | Walter Thomas James Morgan               | biochemia                    | 3                            |
| 1968                         | Michael Francis Atiyah                   | matematyka                   | 3                            |
| 1969                         | Charles William Oatley                   | elektrotechnika              | 3                            |
| 1969                         | Frederick Sanger                         | biochemia                    | 3                            |
| 1969                         | George Edward Raven Deacon               | oceanografia                 | 3                            |
| 1970                         | John Fleetwood Baker                     | inżynieria                   | 3                            |
| 1970                         | William Albert Hugh Rushton              | fizjologia                   | 3                            |
| 1970                         | Kingsley Charles Dunham                  | geologia                     | 3                            |
| 1971                         | Percy Edward Kent                        | geologia                     | 3                            |
| 1971                         | Max Perutz                               | biologia                     | 3                            |
| 1971                         | Gerhard Herzberg                         | fizyka                       | 3                            |
| 1972                         | Wilfrid Bennett Lewis                    | fizyka nuklearna             | 3                            |
| 1972                         | Francis Crick                            | biologia                     | 3                            |
| 1972                         | Derek Barton                             | chemia                       | 3                            |
| 1973                         | Edward Penley Abraham                    | biologia                     | 3                            |
| 1973                         | Rodney Robert Porter                     | biologia                     | 3                            |
| 1973                         | Martin Ryle                              | astronomia                   | 3                            |
| 1974                         | Sydney Brenner                           | biologia                     | 3                            |
| 1974                         | George Edwards                           | inżynieria                   | 3                            |
| 1974                         | Fred Hoyle                               | fizyka                       | 3                            |
| 1975                         | Barnes Wallis                            | inżynieria                   | 3                            |
| 1975                         | David Chilton Phillips                   | biologia                     | 3                            |
| 1975                         | Edward Bullard                           | geofizyka                    | 3                            |
| 1976                         | Alan Walsh                               | fizyka                       | 3                            |
| 1976                         | James Learmonth Gowans                   | medycyna                     | 3                            |
| 1976                         | John Warcup Cornforth                    | chemia                       | 3                            |
| 1977                         | John Bertram Adams                       | fizyka                       | 3                            |
| 1977                         | Hugh Esmor Huxley                        | biologia                     | 3                            |
| 1977                         | Peter Hirsch                             | badania materiałowe          | 3                            |
| 1978                         | Tom Kilburn                              | inżynieria                   | 3                            |
| 1978                         | Roderic Alfred Gregory                   | biologia                     | 3                            |
| 1978                         | Abdus Salam                              | fizyka                       | 3                            |
| 1979                         | Vernon Ellis Cosslett                    | fizyka                       | 3                            |
| 1979                         | Hans Walter Kosterlitz                   | biologia                     | 3                            |
| 1979                         | Charles Frank                            | fizyka                       | 3                            |
| 1980                         | John Paul Wild                           | astronomia                   | 3                            |
| 1980                         | Henry Harris                             | medycyna                     | 3                            |
| 1980                         | Denys Wilkinson                          | fizyka                       | 3                            |
| 1981                         | Ralph Riley                              | genetyka                     | 3                            |
| 1981                         | Marthe Louise Vogt                       | neurobiologia                | 3                            |
| 1981                         | Geoffrey Wilkinson                       | chemia                       | 3                            |
| 1982                         | Cesar Milstein                           | biochemia                    | 3                            |
| 1982                         | William Hawthorne                        | inżynieria                   | 3                            |
| 1982                         | Richard Henry Dalitz                     | fizyka                       | 3                            |
| 1983                         | Daniel Joseph Bradley                    | fizyka                       | 3                            |
| 1983                         | Wilhelm Siegmund Feldberg                | biologia                     | 3                            |
| 1983                         | John Kingman                             | matematyka                   | 3                            |
| 1984                         | Alexander Lamb Cullen                    | elektrotechnika              | 3                            |
| 1984                         | Mary Lyon                                | genetyka                     | 3                            |
| 1984                         | Alan Battersby                           | chemia                       | 3                            |
| 1985                         | John Argyris                             | inżynieria                   | 3                            |
| 1985                         | John Bertrand Gurdon                     | biologia                     | 3                            |
| 1985                         | Roger Penrose                            | fizyka                       | 3                            |
| 1986                         | Eric Ash                                 | elektrotechnika              | 3                            |
| 1986                         | Richard Doll                             | fizjologia                   | 3                            |
| 1986                         | Rex Richards                             | chemia                       | 3                            |
| 1987                         | Gustav Victor Rudolf Born                | farmakologia                 | 3                            |
| 1987                         | Eric James Denton                        | biologia morza               | 3                            |
| 1987                         | Francis Graham-Smith                     | astronomia                   | 3                            |
| 1988                         | Harold Barlow                            | inżynieria                   | 3                            |
| 1988                         | Winifred Watkins                         | biochemia                    | 3                            |
| 1988                         | George Batchelor                         | matematyka                   | 3                            |
| 1989                         | John Vane                                | farmakologia                 | 3                            |
| 1989                         | David Weatherall                         | medycyna                     | 3                            |
| 1989                         | John Charles Polanyi                     | chemia                       | 3                            |
| 1990                         | Olgierd Cecil Zienkiewicz                | inżynieria                   | 3                            |
| 1990                         | Anne McLaren                             | biologia rozwoju             | 3                            |
| 1990                         | Michael Berry                            | fizyka                       | 3                            |
| 1991                         | John Mason                               | fizyka                       | 3                            |
| 1991                         | Michael Berridge                         | biologia                     | 3                            |
| 1991                         | Dan McKenzie                             | geofizyka                    | 3                            |
| 1992                         | David Tabor                              | fizyka                       | 3                            |
| 1992                         | Anthony Epstein                          | medycyna                     | 3                            |
| 1992                         | Simon Donaldson                          | matematyka                   | 3                            |
| 1993                         | Rodney Hill                              | matematyka stosowana         | 3                            |
| 1993                         | Horace Barlow                            | neurobiologia                | 3                            |
| 1993                         | Volker Heine                             | fizyka                       | 3                            |
| 1994                         | Salvador Moncada                         | farmakologia                 | 3                            |
| 1994                         | Eric Mansfield                           | aeronautyka                  | 3                            |
| 1994                         | Sivaramakrishna Chandrasekhar            | fizyka                       | 3                            |
| 1995                         | Donald Metcalf                           | medycyna                     | 3                            |
| 1995                         | Paul Nurse                               | biochemia                    | 3                            |
| 1995                         | Robert J Williams                        | chemia                       | 3                            |
| 1996                         | Robert Hinde                             | zoologia                     | 3                            |
| 1996                         | Jack Heslop-Harrison                     | botanika                     | 3                            |
| 1996                         | Andrew Wiles                             | matematyka                   | 3                            |
| 1997                         | Geoffrey Eglinton                        | chemia                       | 3                            |
| 1997                         | John Maynard Smith                       | biologia                     | 3                            |
| 1997                         | Donald Hill Perkins                      | fizyka                       | 3                            |
| 1998                         | Edwin Southern                           | biochemia                    | 3                            |
| 1998                         | Ricardo Miledi                           | neurobiologia                | 3                            |
| 1998                         | Donald Charlton Bradley                  | chemia                       | 3                            |
| 1999                         | John Frank Davidson                      | chemia                       | 3                            |
| 1999                         | Patrick David Wall                       | neurobiologia                | 3                            |
| 1999                         | Archibald Howie                          | fizyka                       | 3                            |
| 2000                         | Timothy Berners-Lee                      | informatyka                  | 3                            |
| 2000                         | Geoffrey Burnstock                       | neurobiologia                | 3                            |
| 2000                         | Keith Usherwood Ingold                   | chemia                       | 3                            |
| 2001                         | Richard Gardner                          | biologia                     | 3                            |
| 2001                         | Gabriel Horn                             | biologia                     | 3                            |
| 2001                         | Sam Edwards                              | fizyka                       | 3                            |
| 2002                         | Richard Peto                             | matematyka                   | 3                            |
| 2002                         | Suzanne Cory                             | genetyka                     | 3                            |
| 2002                         | Ray Freeman                              | chemia                       | 3                            |
| 2003                         | John Skehel                              | wirusologia                  | 3                            |
| 2003                         | Kenneth Johnson                          | inżynieria                   | 3                            |
| 2003                         | Nicholas Shackleton                      | geologia                     | 3                            |
| 2004                         | James Black                              | chemia                       | 3                            |
| 2004                         | Alec Jeffreys                            | genetyka                     | 3                            |
| 2004                         | Jack Lewis                               | chemia                       | 3                            |
| 2005                         | Michael Pepper                           | fizyka                       | 3                            |
| 2005                         | Anthony Pawson                           | biologia                     | 3                            |
| 2005                         | Michael E. Fisher                        | fizyka                       | 3                            |
| 2006                         | David Baulcombe                          | botanika                     | 3                            |
| 2006                         | Tim Hunt                                 | biochemia                    | 3                            |
| 2006                         | John Pendry                              | fizyka                       | 3                            |
| 2007                         | Tomas Lindahl                            | medycyna                     | 3                            |
| 2007                         | Cyril Hilsum                             | fizyka                       | 3                            |
| 2007                         | James Feast                              | chemia                       | 3                            |
| 2008                         | Robert Hedges                            | archeologia                  | 3                            |
| 2008                         | Philip Cohen                             | biochemia                    | 3                            |
| 2008                         | Alan Fersht                              | chemia                       | 3                            |
| 2009                         | Chintamani Rao                           | chemia                       | 3                            |
| 2009                         | Ronald Laskey                            | biologia molekularna         | 3                            |
| 2009                         | Chris Dobson                             | biofizyka                    | 3                            |
| 2010                         | Peter Knight                             | optyka kwantowa              | 3                            |
| 2010                         | Azim Surani                              | biologia                     | 3                            |
| 2010                         | Allen Hill                               | chemia                       | 3                            |
| 2011                         | Steven Ley                               | chemia                       | 3                            |
| 2011                         | Robin Holliday                           | biologia molekularna         | 3                            |
| 2011                         | Gregory Winter                           | biofizyka                    | 3                            |
| 2012                         | Tom Walter Bannerman Kibble              | fizyka                       | 3                            |
| 2012                         | Kenneth Murray                           | biologia                     | 3                            |
| 2012                         | Andrew Bruce Holmes                      | chemia                       | 3                            |
| 2013                         | Rodney Baxter                            |                              | 3                            |
| 2013                         | Walter Bodmer                            |                              | 3                            |
| 2013                         | Peter Wells                              |                              | 3                            |
| 2014                         | Terence Tao                              |                              | 3                            |
| 2014                         | Tony Hunter                              |                              | 3                            |
| 2014                         | Howard Morris                            |                              | 3                            |
| 2015                         | Jocelyn Bell Burnell                     |                              | 3                            |
| 2015                         | Elizabeth Blackburn                      |                              | 3                            |
| 2015                         | Christopher Llewellyn Smith              |                              | 3                            |
| 2016                         | John Meurig Thomas                       |                              | 3                            |
| 2016                         | Elizabeth Robertson                      |                              | 3                            |
| 2016                         | John Goodby                              |                              | 3                            |
| 2017                         | Paul Corkum                              |                              | 4                            |
| 2017                         | Peter Raymond Grant Rosemary Grant       |                              | 4                            |
| 2017                         | Melvyn Greaves                           |                              | 4                            |
| 2018                         | Stephen Sparks                           |                              | 4                            |
| 2018                         | Lewis Wolpert                            |                              | 4                            |
| 2018                         | Shankar Balasubramanian David Klenerman  |                              | 4                            |
| 2019                         | Carol Robinson                           |                              | 3                            |
| 2019                         | Michel Goedert                           |                              | 3                            |
| 2019                         | Ann Dowling                              |                              | 3                            |
| 2020                         | Herbert Huppert                          |                              | 3                            |
| 2020                         | Caroline Dean                            |                              | 3                            |
| 2020                         | Ian Shanks                               |                              | 3                            |
| 2021                         | Colin Humphreys                          |                              | 3                            |
| 2021                         | Dennis Lo                                |                              | 3                            |
| 2021                         | Michael Green                            |                              | 3                            |